# Unter dem Eis
Unter dem Eis ist ein Film der deutschen Regisseurin Aelrun Goette aus dem Jahr 2005. Das Familien-Psychodrama ist eine Kino-Koproduktion der EIKON Media mit dem SWR und dem RBB für die SWR-Reihe Debüt im Dritten mit Unterstützung der MFG Filmförderung Baden-Württemberg und dem Medienboard Berlin-Brandenburg.

## Handlung
Jenny liebt ihr Leben: ihren Mann, ihren siebenjährigen Sohn Tim und ihr Zuhause am Rand der Stadt. Als sie eines Nachmittags von ihrer Freundin Sandra nach Hause kommt, findet sie ihren völlig verstörten Sohn weinend im Keller. Tim führt sie in den Wald, wo die siebenjährige Tochter von Sandra tot im Schnee liegt. Alles deutet darauf hin, dass Tim an Luzis Tod eine Mitschuld trägt.
Aus Panik und um ihren Sohn zu beschützen, schärft Jenny Tim ein, die Wahrheit zu verheimlichen. Niemand soll ihn mit Luzis Tod in Verbindung bringen – auch Michael nicht, der eigene Ehemann und Vater – der als Ermittler bei der Polizei alle Kraft daran setzt, den Fall aufzuklären.
Jenny glaubt fest daran, dass sie Tim und ihre Familie schützen kann und erkennt nicht, dass ihr Sohn an dem Geheimnis zerbricht. Er überschreitet Grenzen und rebelliert, erfindet merkwürdige Geschichten, kann nachts nicht mehr schlafen und wird von Alpträumen geplagt.
Von Tims Klassenlehrerin, Frau Pötter, auf Tims Auffälligkeiten angesprochen, wiegelt Jenny ab. Auch Michael entgeht das veränderte Verhalten seines Sohnes und seiner Frau nicht. Halbherzig bleiben jedoch seine Versuche, Jenny zur Rede zu stellen. Und auch er schließt die Augen vor den immer deutlicher werdenden Zeichen der Zerrüttung seiner Familie.
Je mehr sich Tim verändert, desto verzweifelter verdrängt Jenny die Realität. Und je mehr sie seine Not ausblendet, umso größer wird die Gefahr der Entdeckung. Sie verstrickt sich und ihren Sohn in ein Netz aus Lügen. Tim zieht sich immer mehr zurück, lügt und baut sich wie seine Mutter eine Scheinwelt auf.
Jenny droht unter der Last ihrer Schuld zusammenzubrechen. Verzweifelt wendet sie sich an ihre Mutter Hildegard, doch diese will die Wahrheit nicht wissen. Und plötzlich offenbart sich für Jenny eine völlig neue Möglichkeit: man kann mit der Lüge leben. Durch das Engagement von Tims Klassenlehrerin erfährt Michael schließlich, dass sein Sohn verhaltensauffällig ist und professionelle Hilfe braucht. Nach einer durchwachten Nacht trifft Michael eine folgenschwere Entscheidung.
Die daraus resultierende Wende des Films und somit auch das Ende, überlässt Aelrun Goette dem Zuschauer. Es wird aber, trotz dieses offenen Endes, deutlich, dass Michael hinter das Geheimnis gekommen ist.

## Thema
Unter dem Eis ist ein Film über die Angst vor der Wahrheit. Es ist die Geschichte einer verhängnisvollen Mutter-Sohn-Beziehung, in der ein Kind den Preis für die Verdrängungsmechanismen der Erwachsenen mit der Zerstörung seiner Seele bezahlt – eine Geschichte über das Schweigen.

## Kritik
„Das Spielfilmdebüt einer preisgekrönten Dokumentarfilmerin (Die Kinder sind tot) überzeugt durch die ausgeklügelte Geschichte, dichte Atmosphäre und gute Darsteller, auch wenn das Potenzial der Geschichte nicht immer ausgeschöpft wird.“

## Auszeichnungen
- Adolf-Grimme-Preis 2007 – Kategorie „Fiktion / Spezial“[2]
- MFG-Star Baden-Baden 2005